# أرجنين

تركيب الحمض الأميني أرجنين

الأرجنين هو حمض أميني يصنف على أنه من الأحماض الأمينية النصف أساسية الغنية بعنصر النيتروجين والتي لا يستطيع الجسم تخليقها.
ولذلك يعتمد الجسم في الحصول عليه من الأطعمة الغنية به مثل منتجات الألبان ومن المكملات الغذائية.
يكمن سر اهتمام لاعبي بناء الأجسام بهذا الحمض هو دخوله في العديد من التفاعلات الفسيولوجية داخل الجسم.

## تواجده في الطعام
تحتوي كل 100 جرام من الأطعمة الآتية على هذه النسب من الارجنين بحسب قاعدة بيانات وزارة الزراعة الأميركية للمواد الغذائية:
- العدس الخام 1903 مليجرام
- السمسم 2630 مليغرام
- الصويا 3487  مليغرام
- بياض البيض 648 مليغرام
- بيض كامل 820 مليغرام
- لحم دجاج مشوي 1339 مليغرام

## نبذة عن منتجات الأرجينين

### أرجنين-إيثيل استر
أضيفت مجموعة الاستر الي الارجنين من أجل تكسير أسهل و أسرع و بالتالي امتصاص أفضل و تقليل الفاقد و الأعراض الجانبية المصاحبة لزيادة الجرعة، و للاستفادة القصوى من هرمون النمو يتناول مقدار 10 غ من الارجنين ليلاً.